# Nachtmin
| N35 · M3 · Aa1 · X1 | R22 · R12 | C8 |

| N35 · M3 · Aa1 · X1 | R22 · R12 | C8 |

Nachtmin zastával pozici vysokého armádního důstojníka během vlády faraóna Tutanchamona z 18. dynastie ve Starověkém Egyptě. Mezi jeho tituly patřily „královský syn“ (či „syn krále (z jeho vlastního těla“)), „královský písař“, „velitel vojska“ a „místokrál Kuše“ Tyto tituly byly nalezeny na pěti vešebtech, které Nachtmin nabídl jako pohřební dary pro faraóna Tutanchamona.
Byl dědicem trůnu za vlády Aje II., ale faraónem se nikdy nestal. Předpokládá se (v té době zmizel ze všech záznamů), že předčasně zemřel ke konci vlády Aje nebo podlehnul generálu Haremhebovi, a faraónem se místo něj stal právě on.

## Korunní princ

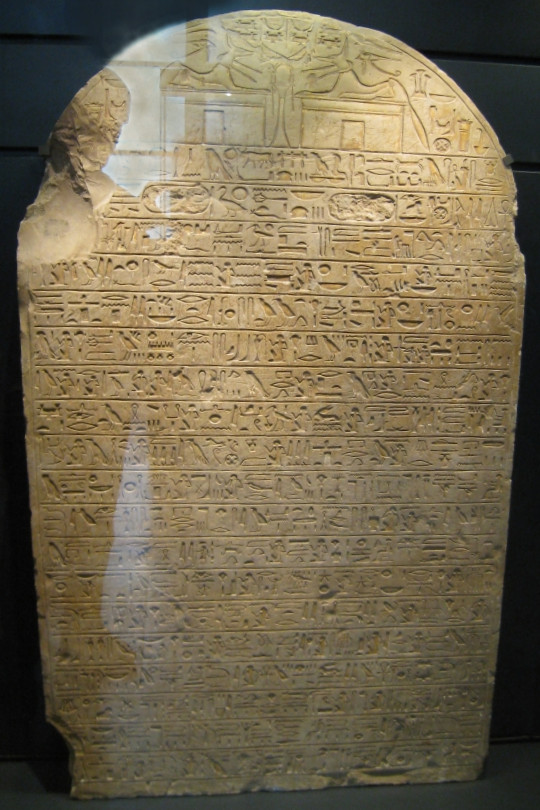
Kamenná stéla prince Nachtmina. (Louvre, Paříž)

Identita jeho otce není s jistotou známá, ale předpokládá se, že jím byl faraón Aj II.